# Hundskopfboa
Die Hundskopfboa oder Gartenboa (Corallus hortulanus) ist eine Schlangenart aus der Familie der Boas (Boidae), die vom südlichen Kolumbien und Venezuela sowie Guyana, Französisch-Guyana und Suriname über das östliche Ecuador und Peru und große Teile Brasiliens bis ins nördliche Bolivien vorkommt.

## Merkmale
Hundskopfboas sind schlanke Schlangen mit keilförmigem, deutlich vom Rumpf abgesetztem Kopf und großen, vorstehenden Augen mit senkrechten Pupillen. Sie erreichen selten Längen über zweieinhalb Metern. Sie sind braun, rötlich, grau, schwarz oder graugrün mit unregelmäßigen dunklen Flecken auf Rücken und Flanken. Diese sind auf den Seiten vier-, fünf- oder sechseckig mit aufgehelltem Zentrum und mehr oder weniger heller Umrandung. Das Rückenmuster ist sehr variabel und kann aus einem Zickzackband oder nebeneinanderstehenden Flecken bestehen. Der dunkel gefleckte Kopf weist einen schwarzen Schläfenstreifen auf. Der Bauch ist schmutzigweiß oder gelblich mit schwarzen, grauen oder braunen Flecken. Der Kopf weist zwei Reihen von Lorealschilden, meist einen großen Präokularschild sowie zwei Subocularschilde und etwa zehn weitere kleine Ocularschilde auf. Die 11 bis 15, selten bis 24 Superlabialschilde, von denen der fünfte und sechste die Subocularschilde berühren sowie die 14 bis 17, selten bis 19 Infralabialschilde weisen Wärmesinnesgruben auf. Die Rumpfmitte weist 47 bis 63 schräge Reihen glatter Schuppen auf. Es sind 260 bis 290 Bauch- und 117 bis 130 ungeteilte Subcaudalschilde vorhanden. Ein langer Greifschwanz ist gut ausgebildet.

## Lebensweise
Die Art besiedelt bevorzugt Tieflandregenwälder bis etwa 300 Metern Höhe. Die Art ist nachtaktiv und ernährt sich von Vögeln, kleinen Säugetieren und Echsen. Die Art gilt als aggressiv und kann mit ihren nach hinten gebogenen Fangzähnen tiefe Wunden verursachen und wird daher in Venezuela teilweise fälschlich als giftig gefürchtet. Die bis zu 40 Jungen werden lebend geboren.

## Nachweise
- Ludwig Trutnau: Ungiftige Schlangen, Teil 1. 4. Auflage. Eugen Ulmer GmbH & Co., Stuttgart 2002, ISBN 3-8001-3223-0, S. 173–176.